# Ariel Atkins
Ariel Atkins (Dallas, 30 juli 1996) is een Amerikaans basketbalspeelster. Zij won met het Amerikaans basketbalteam de gouden medaille tijdens de Olympische Zomerspelen 2020.
Atkins speelde voor het team van de Universiteit van Texas in Austin, voordat zij in 2018 haar WNBA-debuut maakte bij de Washington Mystics. In 2019 wist ze met haar club voor het eerst het landelijk kampioenschap te winnen. Buiten de WNBA seizoenen speelde ze in Australië  en bij verschillende clubs in Europa.
Tijdens de Olympische Zomerspelen 2020 in Tokio won ze olympisch goud door  Japan te verslaan in de finale. Ook won ze in 2022 met het nationale team het wereldkampioenschap basketbal. 